# Slavonijo, ponos si Hrvata
Slavonijo, ponos si Hrvata prvi je studijski album đakovačkog tamburaškog sastava Slavonske Lole, kojeg diskografska kuća Cratie records objavljuje 1992. godine.

## O albumu
Album se sastoji od novih skladbi s izrazitim načinom slavonske interpretacije, te je na lokalnom terenu zabilježio vrlo dobar uspjeh. Zbog velike popularnosti u to vrijeme tamburaške glazbe u većem dijelu države prošao je gotovo nezapaženo ali je bio dobra smjernica za daljnji rad Slavonskih Lola.
Prije nego što je album objavljen iz sastav je napustio dugogodišnji član Antun Vuksanović (basprim), a umjesto njega došao je Ivica Grujo. Nakon što su izdali album te iste godine počinju pratiti Miroslava Škoru, a već sljedeće glazbom se počinju baviti profesionalno.

## Popis pjesama
| Br. | Skladba                      | Autor | Trajanje |
| --- | ---------------------------- | ----- | -------- |
| 1.  | »Slavonijo, ponos si Hrvata« |       |          |
| 2.  | »Oj Đakovo, šokadijo stara«  |       |          |
| 3.  | »Evo lole«                   |       |          |
| 4.  | »Zazvonit će zvona«          |       |          |
| 5.  | »Na kraj sela«               |       |          |
| 6.  | »Vraćam ti se dome«          |       |          |
| 7.  | »Samo nju sam volio«         |       |          |
| 8.  | »Vukovarska golubica«        |       |          |
| 9.  | »Na ćupriji«                 |       |          |

## Izvođači
- Darko Ergotić - vokal, prim
- Ivica Grujo Ićo - basprim
- Goran Živković - harmonika
- Marko Živković - kontra
- Nenad Hardi - bas

## Vanjske poveznice
- Službene stranice sastava  Arhivirana inačica izvorne stranice od 18. veljače 2010. (Wayback Machine) - Diskografija
- Diskografija.com - Slavonijo, ponos si Hrvata